# Head Above Water
Head Above Water is een thriller annex komische film uit 1996 van Jim Wilson met in de hoofdrollen onder meer Harvey Keitel en Cameron Diaz. De film is een nieuwe versie van de Noorse film Hodet over vannet uit 1993.

## Verhaal
Nathalie (Cameron Diaz) is aan de kust op vakantie met haar veel oudere echtgenoot George (Harvey Keitel). Hun buurman aldaar is Lance (Craig Sheffer), die Nathalie nog kent uit haar jeugd. Als op een dag George en Lance samen gaan vissen, verschijnt Nathalies oude vlam Kent (Billy Zane). Tussen Kent en Nathalie klikt het als vanouds, maar de volgende ochtend blijkt hij overleden te zijn, ogenschijnlijk als gevolg van het feit dat hij een gezondheidsprobleem had dat verergerd werd door het gebruik van alcohol. Nathalie probeert het lijk voor George te verbergen, maar dit lukt slechts tijdelijk, waarna de zaken snel nog verder uit de hand lopen.

## Rolverdeling
| Acteur        | Personage  | Opmerkingen           |
| ------------- | ---------- | --------------------- |
| Harvey Keitel | George     | Nathalie's echtgenoot |
| Cameron Diaz  | Nathalie   | George' echtgenote    |
| Craig Sheffer | Lance      | buurman               |
| Billy Zane    | Kent       | Nathalie's ex         |
| Shay Duffin   | politieman |                       |